# Зографска пристанищна кула
Зографската пристанищна кула (на гръцки: Πύργος Αρσανά Ζωγράφου) е отбранително съоръжение, разположено на полуостров Света гора, Халкидики, Гърция.

## Местоположение
Кулата е част от Зографското пристанище (арсана), разположено на 5 km южно от Зографския манастир на Сингитския залив.

## История
Кулата е построена при първата строителна фаза на пристанището около 1475 година. В периода 1996 – 1998 година на кулата е извършена обширна поддръжка и реставрация.

## Описание
Кулата е висока 23,7 m и има квадратен план със страни 8,60 × 8,70 m и дебелина на зидовете 2,20 m на партера и 1,20 m на петия последен етаж. С външна стълба, която граничи със северното лице на кулата, се влиза от плоско стълбище, разположено над северозападния ъгъл на фаза I на пристанището на първия етаж на килиите. Непосредствено вдясно към източната стена на кулата има вход към първия етаж на кулата. От южната страна на същия етаж има и втори вход към първия етаж.
Вляво от входа има тоалетна с покрив, контактуваща с пода на втория етаж. Изкачването до втория етаж на кулата става през кулата с еднораменна дървена стълба. На северната стена има конзолен трегер над външната стълба. Има и вход към втория етаж на кулата от южната страна (над входа с надписа), който вероятно е направен по-късно. До входа има и мраморна мивка, наполовина вградена в зида. Над покрива на тоалетната на първия етаж има още 2 тоалетни.
На третия етаж е параклисът с три конхи на източната стена.
Петият етаж заедно с бойниците на покрива е изпъкнал от всички страни. Первазите се поддържат от слепи арки, които заедно с отклонението от вертикалата придават на кулата внушителния ѝ крепостен характер. Вътрешните ниши съответстват на издатините.
Покривът е разположен по периметъра на коридора до стените, където има и улуци. Укрепленията с двускатни покриви от шисти достигат ниво 24,20 m. Укрепленията от северната и източната страна са в добро състояние.
Кулата на Зографско пристанище има същите пропорции и морфологични елементи като Морфонската кула в стария изоставен Амалфийски манастир.